# Tetraogallus altaicus
Il tetraogallo dell'Altai, anche tetraogallo di Altai (Tetraogallus altaicus (Gebler, 1836)) è un uccello galliforme della famiglia dei Fasianidi.

## Descrizione

### Dimensioni
Misura 57-58 cm di lunghezza, per un peso che si aggira sui 3000 g circa nei maschi e sui 2540 g circa nelle femmine.

### Aspetto
La testa è coperta da un cappuccio grigio cenere privo di lucentezza e sopra l'occhio si estende un sopracciglio bianco. Il becco è color corno e le narici e le cornee sono color carne. I lati della testa, color grigio cenere chiaro, inquadrano il bianco della gola. Il collo, anch'esso grigio cenere, presenta una sfumatura chiara sulla parte anteriore che scurisce procedendo verso la nuca. La mantellina, le ali e le copritrici sopra-caudali sono marroni scure, minuziosamente macchiate di camoscio chiaro. Le copritrici sotto-alari sono grigio cenere scuro e le primarie sono bianche alla base e grigio-marroni sul resto della lunghezza. Le piume della coda presentano una colorazione grigiastra, virano al nero verso l'estremità e sono macchiate leggermente di camoscio scuro sulle punte. Le piume del petto sono grigio cenere con delle bande intervallate nere dai motivi irregolari che terminano in una punta incorniciata su ogni lato da una larga zona bianca. Questi motivi si fanno più larghi e più chiari fino a sbiadire del tutto nella parte bassa del petto. I fianchi e le copritrici sotto-caudali sono bianchi. La parte centrale dell'addome è barrata di nero e di bianco, con la tonalità nera chiaramente dominante nella parte inferiore. Le cosce sono marroni-nere; i tarsi e i piedi sono arancione opaco.

### Voce
Il grido è leggermente più rauco e grossolano di quello del tetraogallo del Caucaso, ma più melodioso di quello del tetraogallo dell'Himalaya. Tuttavia, nel complesso, le vocalizzazioni di queste specie sono tutte stranamente simili.

## Biologia
Come la maggior parte dei tetraogalli, è una specie sociale al di fuori della stagione riproduttiva, e si aggira in cerca di cibo in gruppi che in inverno possono comprendere dai 30 ai 40 individui. Durante i periodi particolarmente difficili, tali assembramenti possono comprendere fino a 200 uccelli raggruppati in prossimità dei posatoi. Gli spostamenti altitudinali sono più limitati rispetto alle altre specie. Forse proprio a causa di questa capacità di raggrupparsi in gran numero per affrontare le vicissitudini del clima, i tetraogalli dell'Altai preferiscono rimanere sempre a quote molto elevate piuttosto che scendere sulle praterie di altitudine o sui versanti riparati alla ricerca di aree aperte che siano loro più favorevoli per la ricerca del cibo. La formazione delle coppie ha luogo in marzo, e a volte scoppiano violente dispute prima i problemi siano risolti e tutti trovino finalmente il partner più adatto. Le coppie appena formate lasciano poi il gruppo per accoppiarsi. I maschi si insediano su dei promontori rocciosi dai quali fanno udire il proprio grido poco dopo l'alba. Talvolta anche alcuni esemplari non riproduttori si uniscono a loro in queste manifestazioni vocali.
I dormitori sono situati su degli affioramenti rocciosi che si affacciano sul paesaggio circostante. Questa posizione vantaggiosa consente di individuare più facilmente tutti i predatori che si avvicinano. I tetraogalli procedono con un passo lento, ma in caso di pericolo sono in grado di correre velocemente verso un riparo roccioso dal quale possono lanciarsi in volo se necessario.

### Alimentazione
La dieta è onnivora, anche se per lo più vegetariana. Si nutre soprattutto di piante alpine, semi, bacche, steli e piccoli insetti. L'esame approfondito dei contenuti stomacali ha rivelato la presenza di radici, foglie, pezzetti di ramoscelli e gemme, ma anche di cavallette, prova che gli insetti rappresentano una parte significativa della sua dieta. Becchetta anche piccoli ciottoli che ingoia per facilitare la frantumazione degli alimenti e consentire una migliore digestione. Quest'ultima pratica è abbastanza comune tra i galliformi. I tetraogalli possono occasionalmente mangiare piccoli roditori. Alcuni studiosi hanno elencato più di 40 tipi di piante nella loro dieta. In alcune zone, se non vengono disturbati, vanno spesso in cerca di cibo vicino alle abitazioni umane. Non è raro, allora, che si mescolino ai volatili domestici.

### Riproduzione
I tetraogalli dell'Altai sono monogami. Il nido è una piccola depressione scavata dalla femmina che viene foderata con qualche vegetale sparso e qualche piuma. In genere è situato su un versante in pendenza con affioramenti rocciosi e massi, quasi sempre orientato verso il sud. Più precisamente, è collocato in una fessura o sotto una roccia sporgente. In aprile o maggio, la femmina depone solitamente da 4 a 8 uova. Tuttavia, il nido può contenere fino a 15 uova grigio-verdi o azzurre con numerose macchie marroni. In questi ultimi casi, si tratta probabilmente del frutto degli sforzi congiunti di due femmine che hanno deposto la loro covata nella stessa depressione. La femmina si dedica da sola alla cova per 28 giorni. Una volta schiuse le uova, si occupa sempre da sola dell'educazione dei piccoli, anche se spesso si può unire ad altri gruppi familiari. Una volta deposto l'ultimo uovo, il maschio lascia la sua femmina, non mostra alcun interesse per la covata, e va a congiungersi ad un raggruppamento di uccelli del suo sesso.

## Distribuzione e habitat
Questo tetraogallo è presente in Kazakistan, all'estremità orientale dei monti Kalba; in Russia, tra le basse vallate dell'Ob e dell'Irtysh, a sud-ovest dei monti Sayani; e nella Mongolia occidentale, sull'alto massiccio dell'Altai, fino ai confini con il deserto del Gobi. Frequenta habitat molto differenti: dalle steppe dell'Asia centrale e dalla tundra rada fino alle praterie alpine e alle montagne elevate, ad altitudini che variano dai 400 metri fino alla linea del limite delle nevi e degli alberi.